# 蒂托·瓦恩霍尔茨
蒂托·瓦恩霍尔茨（德語：Tito Warnholtz，1906年2月17日—1993年1月12日），德国男子曲棍球运动员，场上位置是守门员。他曾代表德国参加1936年夏季奥林匹克运动会曲棍球比赛，获得一枚银牌。